# Campeonato Goiano de Futebol de 1969
O Campeonato Goiano de Futebol de 1969 foi a 26º edição da divisão principal do campeonato estadual de Goiás. É realizada e organizada pela Federação Goiana de Desportos e disputada por 10 clubes entre os dias 26 de fevereiro e 3 de agosto de 1969.
Esta edição contou com times de Goiânia, Anápolis, Ceres, Inhumas e Catalão.
O título foi definido na última rodada. O Vila Nova garantiu seu quarto título goiano, ao empatar com o CRAC, no Estádio Olímpico, por 1–1.

## Regulamento
O Campeonato Goiano de 1969 foi disputada por dez clubes em dois turnos. Em cada turno, todos os times jogaram entre si uma única vez. Os jogos do segundo turno foram realizados em ordem aleatória do primeiro, com o mando de campo invertido. Não há campeões por turnos, sendo declarado campeão goiano o time que obtiver o maior número de pontos após as 36 rodadas. 

## Participantes
| Equipe    | Cidade   | Em 1968 | Estádio (mando)      | Participação | Títulos             |
| --------- | -------- | ------- | -------------------- | ------------ | ------------------- |
| Anapolina | Anápolis | 9º      | Jonas Duarte         | 12ª          | 0 (não possui)      |
| Anápolis  | Anápolis | 2º      | Jonas Duarte         | 11ª          | 1 (em 1965)         |
| Atlético  | Goiânia  | 7º      | Antonio Accioly      | 26ª          | 6 (último em 1964)  |
| Ceres     | Ceres    | 1º (2D) | Avenida Goiás        | 2ª           | 0 (não possui)      |
| CRAC      | Catalão  | 4º      | Genervino da Fonseca | 4ª           | 1 (em 1967)         |
| Goiânia   | Goiânia  | 1º      | Olímpico             | 26ª          | 13 (último em 1968) |
| Goiás     | Goiânia  | 5º      | Olímpico             | 26ª          | 1 (em 1966)         |
| Inhumas   | Inhumas  | 8º      | Zico Brandão         | 10ª          | 0 (não possui)      |
| Ipiranga  | Anápolis | 6º      | Jonas Duarte         | 9ª           | 0 (não possui)      |
| Vila Nova | Goiânia  | 3º      | Olímpico             | 22ª          | 3 (último em 1963)  |

## Estádios

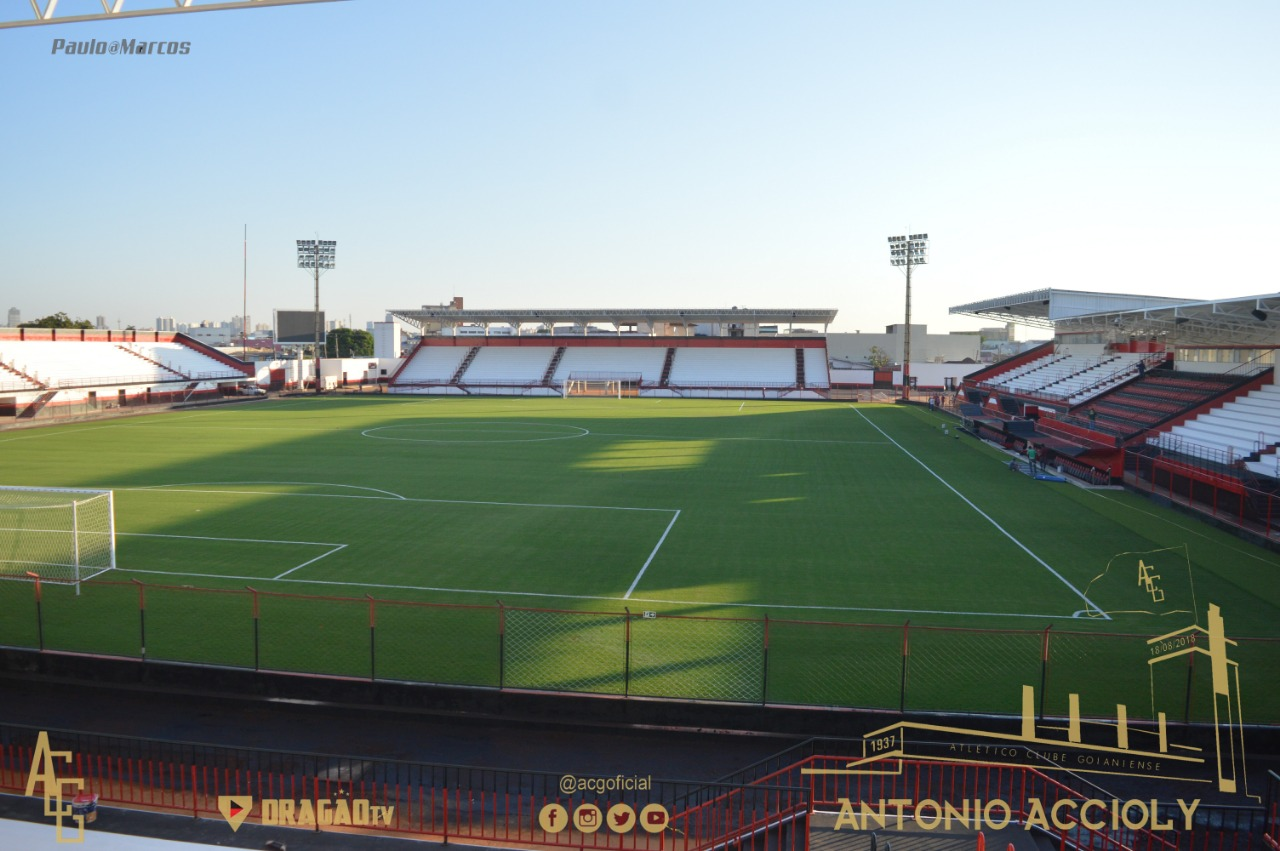
Antonio Accioly
- Genervino da Fonseca
Jonas DuarteJonas Duarte
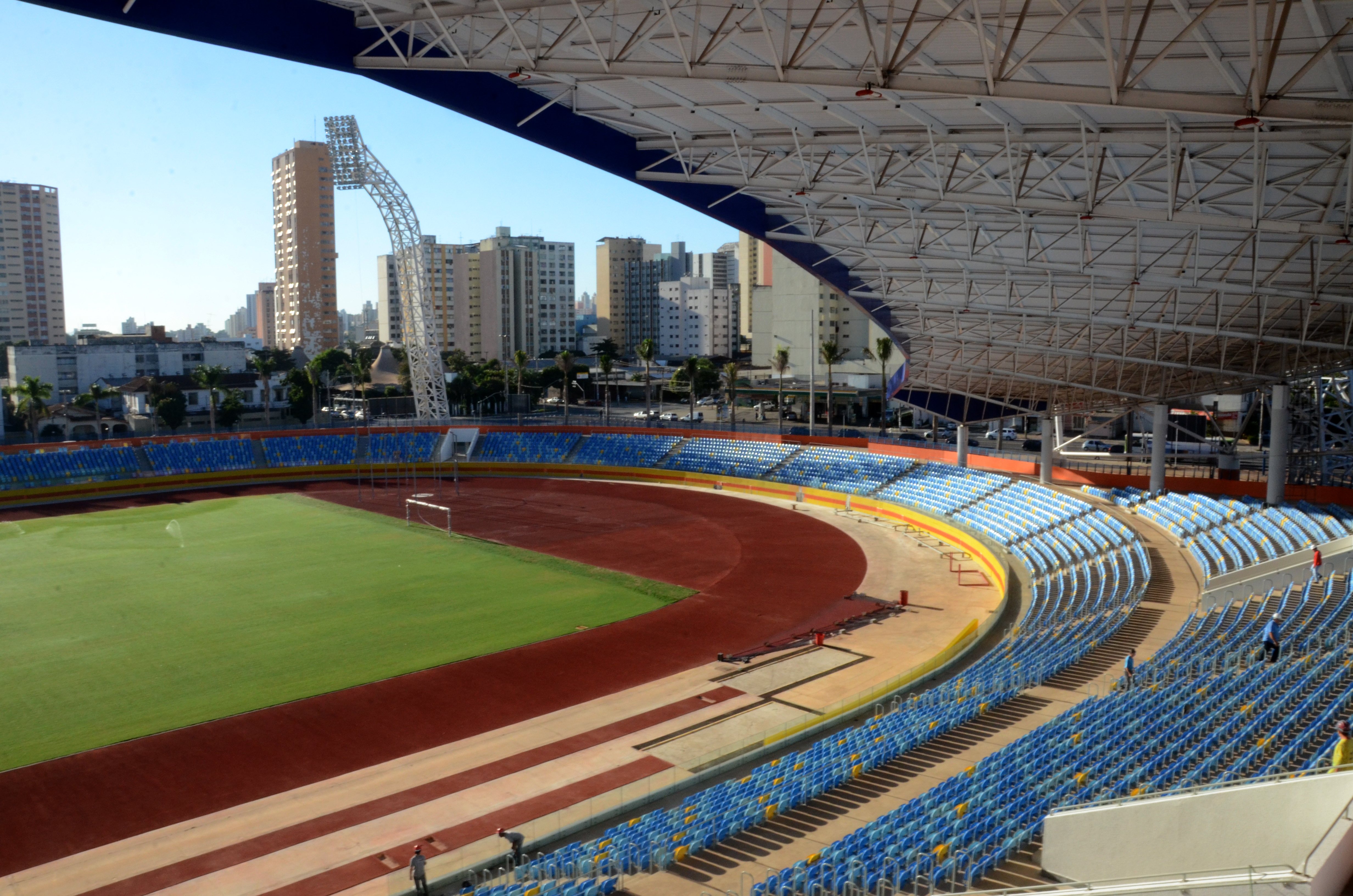
Olímpico
Avenida Goiás
Zico Brandão

## Classificação
| Pos | Equipe              | PG | J  | V  | E | D  | GP | GS | SG  | %    | Classificação                            |
| --- | ------------------- | -- | -- | -- | - | -- | -- | -- | --- | ---- | ---------------------------------------- |
| 1   | Vila Nova           | 26 | 18 | 9  | 7 | 2  | 32 | 13 | +19 | 72.2 |                                          |
| 2   | CRAC                | 25 | 18 | 11 | 4 | 3  | 37 | 22 | +15 | 69.4 |                                          |
| 3   | Goiás               | 23 | 18 | 8  | 7 | 3  | 27 | 18 | +9  | 63.9 |                                          |
| 4   | Ipiranga            | 22 | 18 | 9  | 4 | 5  | 30 | 21 | +9  | 61.1 |                                          |
| 5   | Anápolis            | 21 | 18 | 8  | 5 | 5  | 35 | 19 | +16 | 58.3 |                                          |
| 6   | Atlético Goianiense | 19 | 18 | 8  | 3 | 7  | 31 | 29 | +2  | 52.8 |                                          |
| 7   | Goiânia             | 19 | 18 | 7  | 5 | 6  | 34 | 24 | +10 | 52.8 |                                          |
| 8   | Ceres               | 15 | 18 | 6  | 3 | 9  | 27 | 29 | –2  | 41.7 |                                          |
| 9   | Inhumas             | 9  | 18 | 2  | 5 | 11 | 18 | 41 | –23 | 25   |                                          |
| 10  | Anapolina           | 1  | 18 | 0  | 1 | 17 | 12 | 67 | –55 | 2.8  | Rebaixado para a Segunda Divisão de 1970 |

## Desempenho por rodada
Clubes que lideraram o campeonato ao final de cada rodada:
| 1   | 2   | 3   | 4   | 5   | 6   | 7   | 8   | 9   | 10  | 11  | 12  | 13  | 14  | 15  | 16  | 17  | 18  | 19  | 20  | 21  | 22  | 23  | 24  | 25  | 26  | 27  | 28  | 29  | 30  | 31  | 32  | 33  | 34  | 35  | 36  |
| AFC | AFC | CRA | GOI | GOI | AFC | GOI | GOI | IPI | IPI | IPI | IPI | IPI | IPI | IPI | IPI | IPI | VIL | VIL | VIL | VIL | VIL | VIL | VIL | VIL | VIL | VIL | VIL | VIL | VIL | VIL | CRA | VIL | CRA | VIL | VIL |

Clubes que ficaram na última posição do campeonato ao final de cada rodada:
| 1   | 2   | 3   | 4   | 5   | 6   | 7   | 8   | 9   | 10  | 11  | 12  | 13  | 14  | 15  | 16  | 17  | 18  | 19  | 20  | 21  | 22  | 23  | 24  | 25  | 26  | 27  | 28  | 29  | 30  | 31  | 32  | 33  | 34  | 35  | 36  |
| INH | INH | INH | INH | INH | ANA | ANA | ANA | ANA | ANA | ANA | ANA | ANA | ANA | ANA | ANA | ANA | ANA | ANA | ANA | ANA | ANA | ANA | ANA | ANA | ANA | ANA | ANA | ANA | ANA | ANA | ANA | ANA | ANA | ANA | ANA |

## Estatísticas

### Maiores públicos
Estes são os dez maiores públicos do Campeonato:
| N.º | Público | Mandante | Placar | Visitante           | Estádio  | Data       | Rodada | Ref.  |
| --- | ------- | -------- | ------ | ------------------- | -------- | ---------- | ------ | ----- |
| 1   | 4 312   | Goiás    | 2–0    | Atlético Goianiense | Olímpico | 8 de junho | 25ª    | [ 3 ] |

## Premiação
| Campeonato Goiano de 1969     |
| Goiânia                       |
| ----------------------------- |
| Vila Nova Campeão (4º título) |